# Сюита на финские темы
«Сюита на финские темы», «Семь обработок финских народных песен» или «Финская сюита», — музыкальное произведение советского композитора Дмитрия Шостаковича, написанное в 1939 году в качестве пропагандистского сопровождения советского вторжения в Финляндию и опубликованное в 2002 году. Предназначено для солистов (сопрано и тенора) и камерного ансамбля.

## История создания
Шостакович получил заказ на написание произведения от Политического управления Ленинградского военного округа и должен был закончить произведение к 2 декабря 1939 года. Это известно из письма Шостаковича к своему другу Левону Атовмяну, в котором Шостакович писал, что не смог приехать 3 декабря в Москву на премьеру своей Шестой симфонии, потому что «должен был работать над обработкой и оркестровкой финских народных песен», заказанной к 2 декабря, но доделанной только к 3 декабря.
К этому моменту уже три дня шло советское вторжение в Финляндию, для прикрытия которого была основана марионеточная Финляндская Демократическая Республика. По одной из версий, произведение была написано в честь будущей победы и должно было исполняться Красной Армией, входящей в Хельсинки — однако вторжение было малоуспешным и в Хельсинки советские войска так и не вошли. По предположению профессора Охто Маннинена, сюита была написана к 21 декабря, к дню рождения советского диктатора Иосифа Сталина, к которому советское вторжение уже должно было завершиться.
По предположению Маннинена, произведение было заказано 25 ноября. Известно, что 13 декабря в нотную библиотеку Ленинградского радиокомитета поступили одиннадцать инструментальных партий сюиты, а 10 января 1940 года — партитура произведения. Неизвестно, исполнялось ли произведение оркестром Ленинградского радиокомитета или нет.

## Публикация
Шостакович никогда не заявлял о своём авторстве этого произведения. До 2000 года это сочинение находилось вне поля зрения исследователей и исполнителей, не упоминаясь в списках сочинений Шостаковича и статьях по теме.
Рукопись произведения хранилась у музыковеда Александра Должанского, а после его смерти в 1966 году — у его вдовы. В 1997 году музыковед Людмила Ковнацкая, которой Должанский ещё при жизни показал рукопись, обратилась к дочери Должанского с предложением о её публикации. В настоящее время рукопись хранится в личном архиве Шостаковича.
В 2001 году состоялось премьерное исполнения сюиты в городе Каустинен, Финляндия. Реконструкция была выполнена Манаширом Якубовым, исполняли сопрано Ану Комси и тенор Том Найман (фин. Tom Nyman) в сопровождении Камерного оркестра Остроботнии. Исполнение было подготовлено к визиту российского президента Владимира Путина.
В 2002 году произведение было опубликовано музыкальным издательством DSCH.

## Состав
1. Вступление (для оркестра);
2. «Небо синее надо мною…» (фин. Taivas on sininen);
3. «Летней ночью…» (для оркестра; Kullan ylistys);
4. «Как у нас в деревне…» (Tämän kylän tytöt ovat);
5. «Тёмно-красная ягодка лесная…» (Mansikka on punainen marja);
6. «Эх, когда б я был свободен…» (Jos mie saisin);
7. «Словно розовый лепесток…» (Minän kultaan kaunis on).

## Описание
По словам музыковеда Людмилы Ковнацкой, доподлинно неизвестно, откуда Шостакович брал материал для песен. Как установила музыковед Вера Нилова, в произведении использованы три карельские песни из сборника Эркки Мелартина «Карельские народные песни прихода Кякисалми».